# Cleome suffruticosa
Cleome suffruticosa är en paradisblomsterväxtart som beskrevs av Schinz. Cleome suffruticosa ingår i släktet paradisblomstersläktet, och familjen paradisblomsterväxter. Inga underarter finns listade i Catalogue of Life.